# Casa de Campo (Dominikánská republika)
Casa de Campo (španělsky „venkovský dům“) je tropický přímořský resort ve městě La Romana na jihovýchodním pobřeží Dominikánské republiky. Byl postaven v roce 1975 společností Gulf+Western na 28 km2 pozemků v místě bývalého cukrovaru Central Romana.

## Historie
Casa de Campo byla původně postavena v roce 1975 jako venkovské sídlo pro Charlese Bluhdorna, podnikatele, průmyslníka a majitele společnosti Gulf+Western. Jeden z Bluhdornových dominikánských přátel, Oscar de la Renta, byl najat jako designer interiérů Casa de Campo. Když Bluhdorn v roce 1983 zemřel, jeho sídlo se stalo prvním resortem v zemi. Resort koupila kubánsko-americká rodina Fanjulových (nejvýznamnějších světových obchodníků s cukrem), kteří jej otevřeli pro platící hosty.

## Golfová hřiště
Slavní golfoví architekti Pete a Alice Dyeovi vlastnili dům v Casa de Campo od začátku 70. let 20. století, kdy za pomoci 300 místních dělníků s mačetami vysekali z džungle a podél skalnatého pobřeží v roce 1971 postavili dnes nejslavnější golfové hřiště v Dominikánské republice – Diente del Perro, (angl. Teeth of the Dog). Jde o jediné golfové hřiště v karibské oblasti, které je konzistentně řazeno mezi 50 nejlepších světových hřišť. Dalšími dvěma oblíbenými hřišti v resortu, umístěnými v jezernaté krajině, jsou The Links Course (otevřené v roce 1974) a La Romana Country Club (otevřené v 1990, jen pro členy klubu). Nejnovější hřiště Peta Dye, Dye Fore (otevřené v roce 2000), se táhne podél útesů 91 metrů nad řekou Chavón, s výhledy na vesnici Altos de Chavón, na vzdálené hory a na nové přístaviště jachet. Nejnověji Pete Dye otevřel hřiště na planině blízko hřiště Dye Fore, které pojmenoval Dye Fore Lakes, podle jezírek na planině.

## Vily a přístaviště jachet
V resortu je kromě řady nízkopodlažních domů městského typu také přes 1700 soukromých vil, s cenami od 0,5 do 24 miliónů amerických dolarů, což z resortu činí nejbohatší komunitu v zemi, podobnou newyorským Hamptons. V roce 2000 bylo dokončeno také nové přístaviště pro 400 námořních jachet, spolu s loděnicí a 120 tunovým jeřábem, celé podle návrhu italského architekta Gian Franca Fini podle vzoru Portofina. Okolo přístavu lze nalézt více než 70 restaurací, barů a obchodů. V roce 2010 byla marina dějištěm jachtařského pohárového závodu Rolex Farr 40.